# Strabo (cràter)
Strabo és un cràter d'impacte que es troba a prop dels llimbs nord-est de la Lluna. En aquest angle, el cràter apareix de forma ovalada a causa de l'escorç. Està unit a la vora nord del cràter De La Rue. A l'oest hi ha el cràter més petit Thales. Al nord es localitza una cadena de tres cràters de dimensions comparables, designats Strabo L, Strabo B i Strabo N.

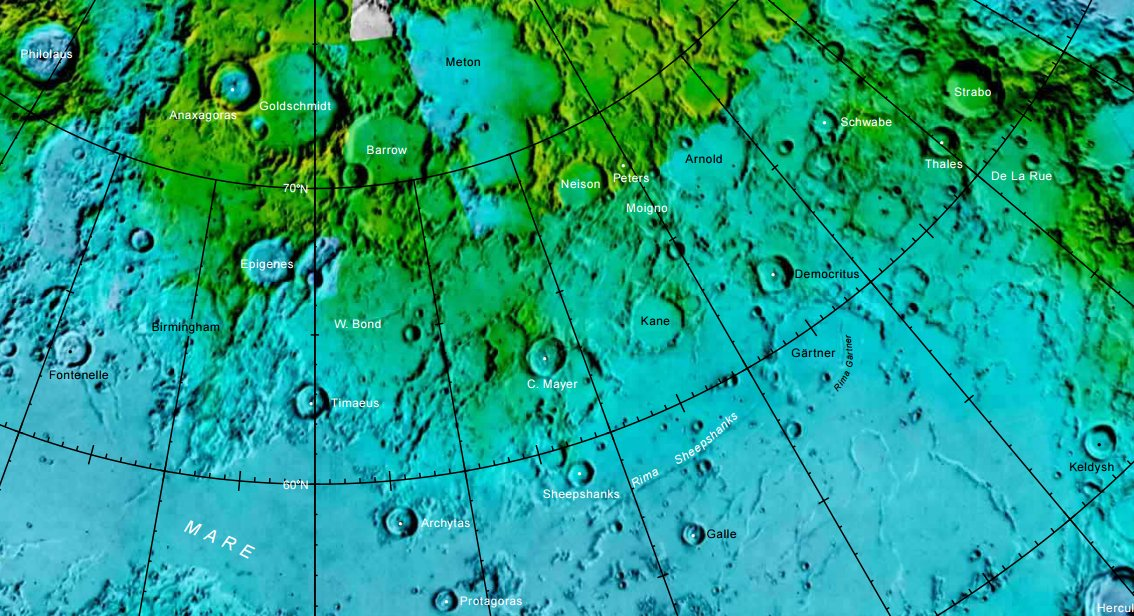
Localització de Strabo (superior dreta de la imatge)
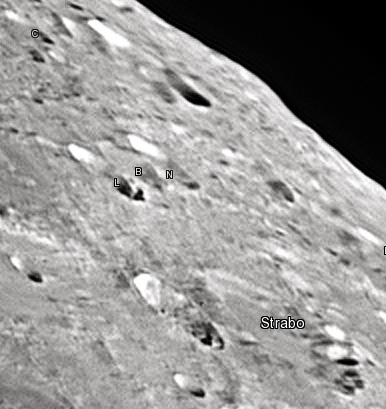
Cràters satèl·lit
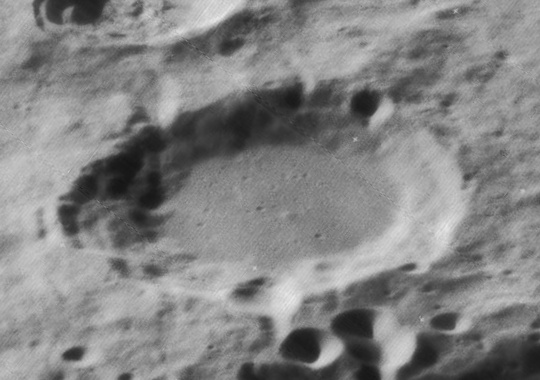
Fotografia de la missió Lunar Orbiter 4 (1967)

La vora interior de Strabo té terrasses, amb un cràter petit que travessa la paret est. L'interior ha estat inundat en el passat per la lava, i actualment és relativament pla.

## Cràters satèl·lit
Per convenció aquests elements són identificats en els mapes lunars posant la lletra en el costat del punt central del cràter que està més proper a Strabo.
| Strabo | Coordenades                          | Diàmetre |
| ------ | ------------------------------------ | -------- |
| B      | 64° 36′ N, 55° 30′ E / 64.6°N,55.5°E | 23 km    |
| C      | 67° 06′ N, 59° 18′ E / 67.1°N,59.3°E | 17 km    |
| L      | 64° 12′ N, 53° 24′ E / 64.2°N,53.4°E | 26 km    |
| N      | 64° 48′ N, 57° 48′ E / 64.8°N,57.8°E | 25 km    |